# غاردافالي
غاردافالي (باللهجة الكالابرية: Guardavaji) هي مدينة وبلدية تقع في محافظة كاتنزارو في إقليم كالابريا جنوب إيطاليا.

## وصلات خارجية
- الموقع الرسمي